# V356 Большой Медведицы
V356 Большой Медведицы (лат. V356 Ursae Majoris) — двойная затменная переменная звезда типа Алголя (EA) в созвездии Большой Медведицы на расстоянии приблизительно 2144 световых лет (около 657 парсеков) от Солнца. Видимая звёздная величина звезды — от +13,4m до +12,9m. Орбитальный период — около 0,5448 суток (13,074 часов).